# Campbell Cliffs
Le 'Campbell Cliffs   sono una linea di alte e ripide scogliere o falesie antartiche, per lo più sempre coperte di neve, che formano la parete orientale della Haynes Table, nell'Hughes Range, catena montuosa che fa parte dei Monti della Regina Maud, in Antartide. 
Furono scoperte e fotografate nel corso dell'Operazione Highjump della U.S. Navy durante il volo 8A del 16 febbraio 1947. La denominazione fu assegnata dall'Advisory Committee on Antarctic Names (US-ACAN) in onore del comandante Clifford Morgan Campbell (1909-1989), della U.S. Navy, ufficiale di grado più elevato in questo volo.